# 太白杜鹃
太白杜鹃（学名：Rhododendron purdomii），为杜鹃花科杜鹃花属下的一个植物种。